# اورانی رامبو
اورانی رامبو (آلبانیایی: Urani Rumbo؛ ۲۰ ژانویهٔ ۱۸۸۵-۲۶ مارس ۱۹۳۶) آموزگار، نمایشنامه‌نویس و یک زن فمینیست آلبانیایی بود. او انجمن‌های مختلفی را برای ترویج حقوق زنان آلبانی تأسیس کرد که مهمترین آن‌ها با عنوان «اتحادیه زن»، یکی از اولین سازمان‌های برجسته فمینیستی آلبانی به شمار می‌رود.

## زندگی‌نامه
اورانی رامبو در دسامبر ۱۸۹۵ در استوگاپول یک روستا در نزدیکی گیروکاستر در جنوب آلبانی متولد شد. از سال ۱۹۱۶ تا ۱۹۱۷ او در دوکاست، یک شهر در جنوب آلبانی، به عنوان معلم ادبیات آلبانیایی مشغول به کار شد و در آنجا زبان آلبانیایی را ترویج و آموزش داد.
در دوره جنبش دموکراتیک در آلبانی از سال ۱۹۲۱ تا ۱۹۲۴ رامبو در روزنامه‌های محلی دمکراتیک و نو مقالاتی را در مورد مشکلات زنان آلبانیایی منتشر کرد. او در ۲۳ نوامبر ۱۹۲۰ اتحادیه زنان گری کراستا، یکی از مهمترین سازمان‌های فمینیستی آلبانی با هدف حمایت از رهایی زنان را به‌همراه تعدادی دیگر از زنان فعال بنیان گذاشت. او تا پایان عمر در ولوره مشغول فعالیت بود و در تاریخ ۲۶ مارس ۱۹۳۶ درگذشت.